# Teynham
Teynham – wieś w Anglii, w hrabstwie Kent, w dystrykcie Swale. Leży 20 km na wschód od miasta Maidstone i 68 km na wschód od centrum Londynu. Miejscowość liczy 2900 mieszkańców.